# San Diego Fire-Rescue Department
Le San Diego Fire-Rescue Department (SDFD) est le corps de sapeurs-pompiers de la ville américaine de San Diego, en Californie.
Il se charge des missions de lutte contre l'incendie, de sauvetage et d'aide médicale urgente de la ville ainsi que de la surveillance des plages.

## Images

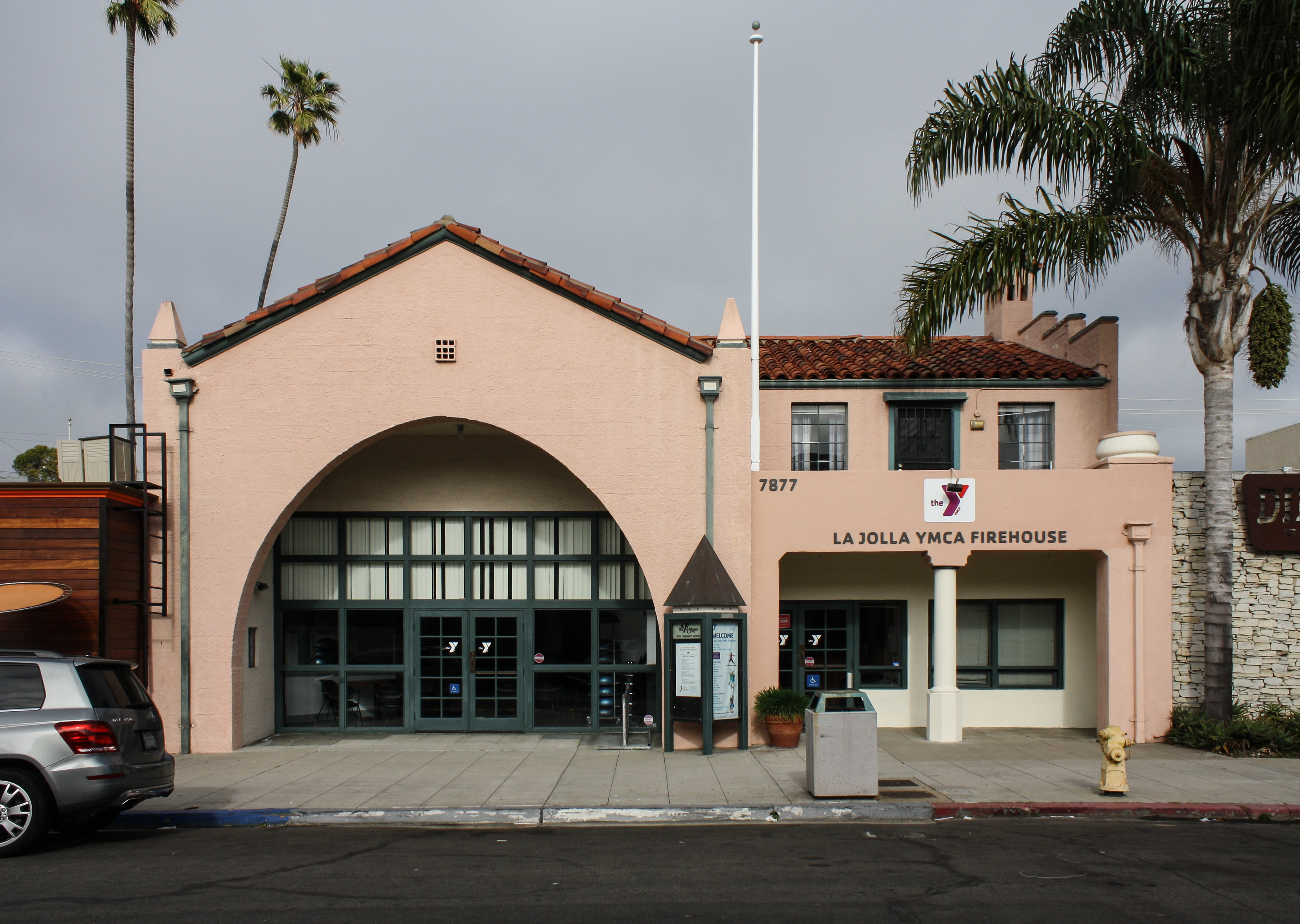
La caserne n°13 est située dans le quartier huppé de La Jolla.
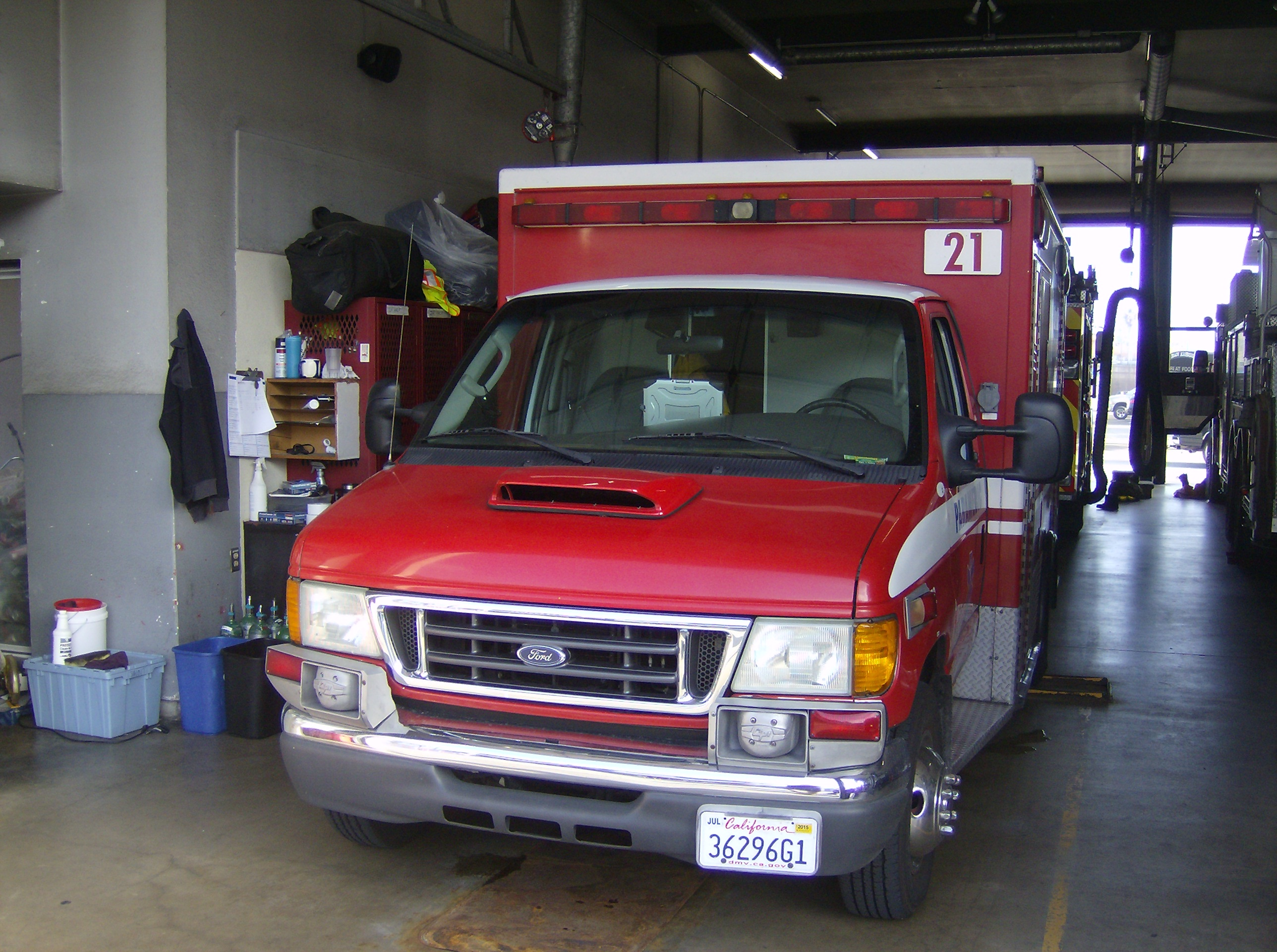
Ambulance de la caserne n°21.
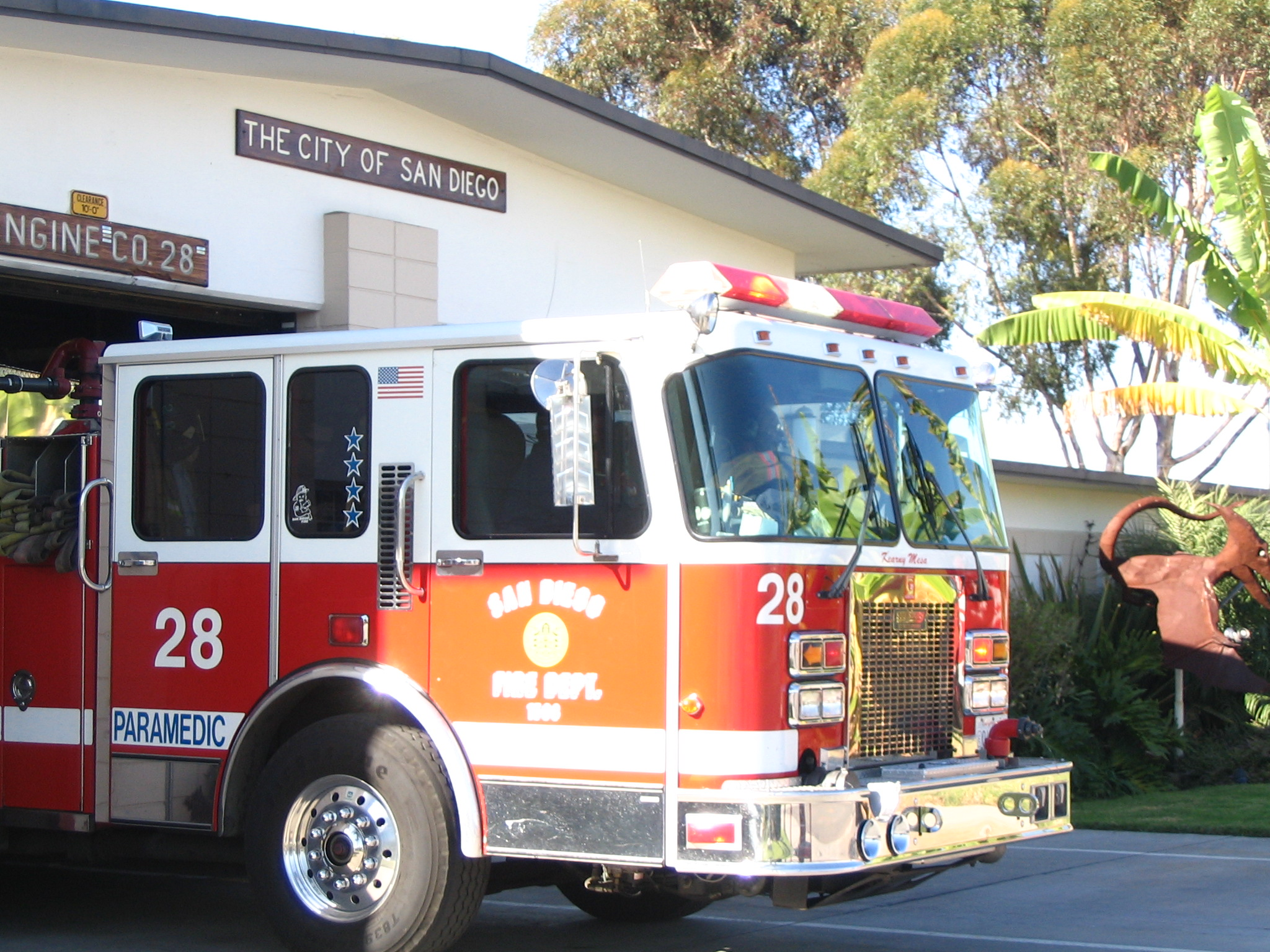
L'Engine 28 (autopompe).
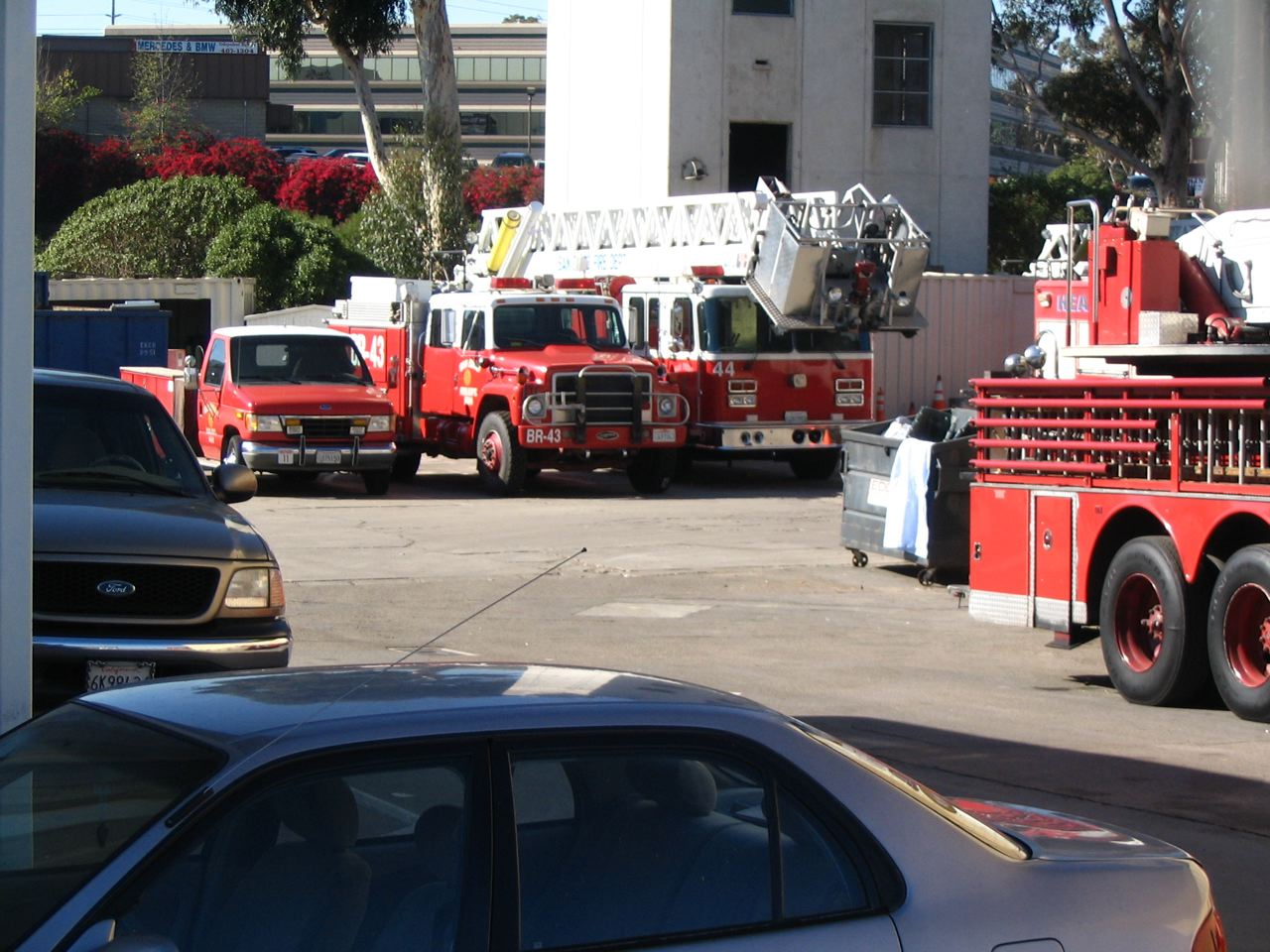
LEs véhicules de réserve de la caserne °28.
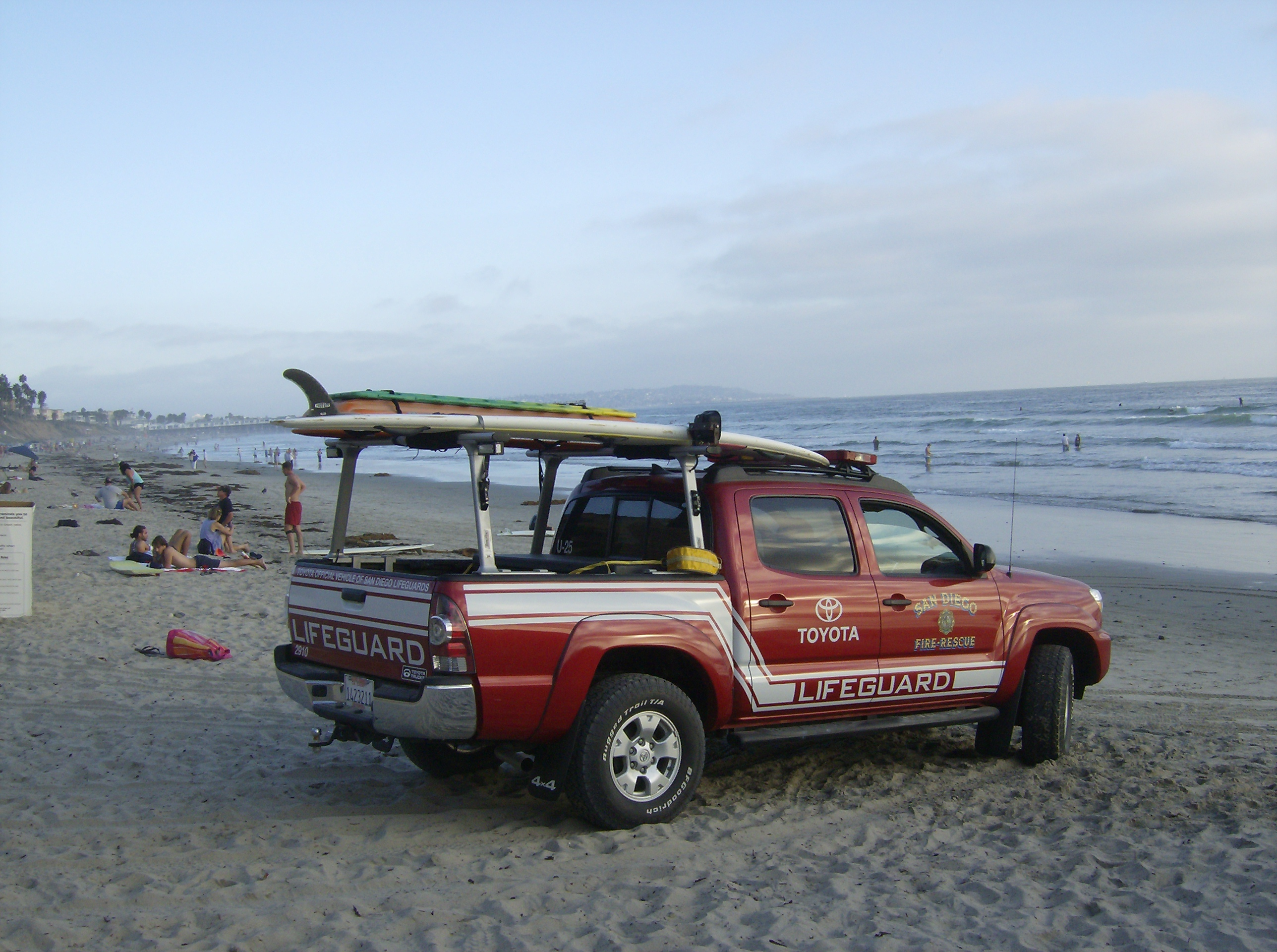
Véhicule des « Lifeguards », sur la plage de Pacific Beach.
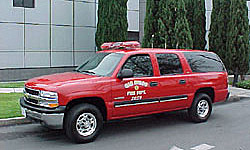
Véhicule du « Batalion Chief ».